# Ben Harrison (cầu thủ bóng đá, sinh năm 1997)
Ben Nicholas Harrison (sinh ngày 2 tháng 3 năm 1997) là một cầu thủ bóng đá người Anh thi đấu cho Merstham.

## Sự nghiệp thi đấu
Having thi đấu cho AFC Wimbledon từ lúc 10 tuổi, Harrison có màn ra mắt cho AFC Wimbledon vào ngày 2 tháng 9 năm 2014, vào sân thay cho Callum Kennedy ở giữa hiệp trong chiến thắng tại Football League Trophy trước Southend United tại Kingsmeadow. Anh có màn ra mắt Football league vào ngày 13 tháng 9 năm 2014, thi đấu hết trận trước Accrington Stanley với thất bại 1–0 cho the "Dons".
Harrison ký hợp đồng chuyên nghiệp đầu tiên với AFC Wimbledon vào ngày 26 tháng 9 năm 2014.
Vào tháng 1 năm 2016 Harrison gia nhập đội bóng Tonbridge Angels ở Isthmian League Premier Division theo dạng cho mượn 1 tháng. Vào tháng 6 năm 2016 Harrison bị AFC Wimbledon giải phóng hợp đồng.

## Thống kê
Tính đến 4 tháng 2 năm 2015
| Mùa giải       | Câu lạc bộ     | Hạng đấu       | Giải vô địch | Giải vô địch | Cúp FA | Cúp FA | Cúp Liên đoàn | Cúp Liên đoàn | Khác | Khác | Tổng | Tổng |
| Mùa giải       | Câu lạc bộ     | Hạng đấu       | Trận         | Bàn          | Trận   | Bàn    | Trận          | Bàn           | Trận | Bàn  | Trận | Bàn  |
| -------------- | -------------- | -------------- | ------------ | ------------ | ------ | ------ | ------------- | ------------- | ---- | ---- | ---- | ---- |
| 2014–15        | AFC Wimbledon  | League Two     | 4            | 0            | 1      | 0      | 0             | 0             | 1    | 0    | 6    | 0    |
| Tổng           | Tổng           | Tổng           | 4            | 0            | 1      | 0      | 0             | 0             | 1    | 0    | 6    | 0    |
| Tổng sự nghiệp | Tổng sự nghiệp | Tổng sự nghiệp | 4            | 0            | 1      | 0      | 0             | 0             | 1    | 0    | 6    | 0    |